# Real basílica de San Francisco el Grande
La Real Basílica de San Francisco el Grande, oficialmente Basílica de Nuestra Señora de los Ángeles, es una iglesia católica en Madrid, en el barrio de Palacio, dentro del casco histórico de la capital de España. Preside la cara occidental de la plaza de San Francisco, configurada por la intersección de la calle Bailén y la Carrera de San Francisco. Forma parte del convento franciscano de Jesús y María, fundado a principios del siglo XIII, sobre una desaparecida ermita dedicada a santa María.

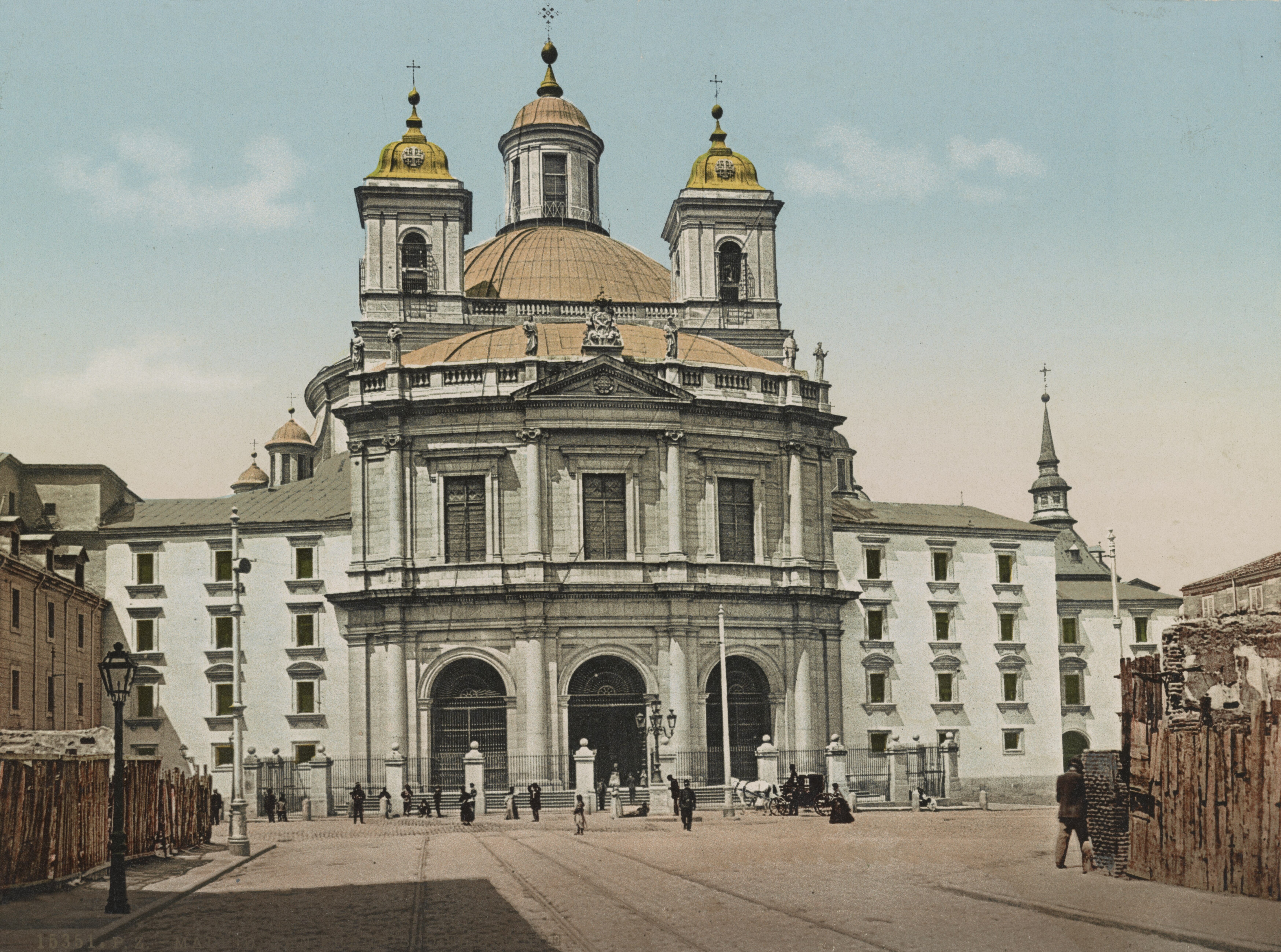
Basílica en 1890.

La basílica fue construida en estilo neoclásico en la segunda mitad del siglo XVIII, a partir de un diseño de Francisco Cabezas, desarrollado por Antonio Pló y finalizado por Francesco Sabatini. El edificio destaca por su cúpula, considerada como la tercera de planta circular de mayor diámetro de la cristiandad; por su suntuosa decoración interior, realizada en estilo ecléctico a finales del siglo XIX; y por su pinacoteca, representativa de la pintura española de los siglos XVII a XIX, incluyendo, entre otros, un cuadro de Zurbarán y otro de Goya.
Su titularidad corresponde a la Obra Pía de los Santos Lugares de Jerusalén, organismo autónomo dependiente del Ministerio de Asuntos Exteriores y de Cooperación. El 19 de octubre de 1980 fue declarada Monumento Nacional, según Real Decreto, recibiendo por tanto la condición de Bien de Interés Cultural.

## Historia
El lugar estuvo ocupado anteriormente por un convento-ermita franciscano, que, según la leyenda, fue fundado por san Francisco de Asís en 1217. Cuando Felipe II convirtió Madrid en capital del reino, en 1561, el convento fue ganando en riqueza e importancia y llegó a recibir la custodia de los Santos Lugares conquistados por los cruzados, mediante una Junta Protectora de la Obra Pía de Jerusalén, y el Comisariado General de Indias.

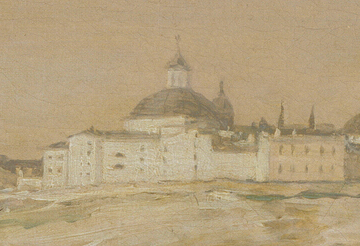
Detalle de La pradera de san Isidro, de Goya. El pintor plasmó la cúpula del templo en esta obra de 1788.

En 1760, los franciscanos derribaron la primitiva edificación para construir, sobre su solar, un templo más grande, que encargaron al arquitecto Ventura Rodríguez. Su proyecto, firmado en 1761, fue desestimado, a favor de un diseño del fraile Francisco Cabezas, redactado por José de Hermosilla. Cabezas concibió una amplia rotonda para el espacio interior, cubierta por una grandiosa cúpula. Sin embargo, las obras tuvieron que suspenderse en 1768, debido a las complicaciones técnicas surgidas, lo que obligó a Cabezas a abandonar el proyecto, presionado por Ventura Rodríguez, quien aprovechó su influencia dentro de la Real Academia de Bellas Artes de San Fernando. Las obras fueron encomendadas entonces a Antonio Plo, que se hizo cargo de la cúpula, concluyéndola en 1770.
En 1776 la comunidad de frailes solicitó al rey Carlos III que se incorporara al proyecto el arquitecto real Francesco Sabatini, uno de los artífices del Palacio Real, a quien se debe la fachada principal y las dos torres que la coronan. También se sumó el arquitecto Miguel Fernández (1726-1786), en calidad de asesor técnico. El edificio fue finalizado en 1784. Durante el reinado de José I (1808-1813), se pensó en destinar el templo a Salón de Cortes, a partir de una remodelación proyectada por el arquitecto Silvestre Pérez. Finalmente, fue convertido en hospital, según Decreto de 3 de marzo de 1812.
En el año 1836, en el contexto de la desamortización de Mendizábal, los franciscanos fueron expulsados y el edificio quedó en manos del Estado español, a través del organismo Patrimonio Real. Un año después, se barajó la posibilidad de convertirlo en Panteón Nacional, pero la iniciativa no pudo materializarse. En 1838, sirvió de sede a un cuartel de infantería, al tiempo que se recupera el culto religioso. La Junta Protectora de la Obra Pía de Jerusalén quedó bajo la titularidad del Estado.

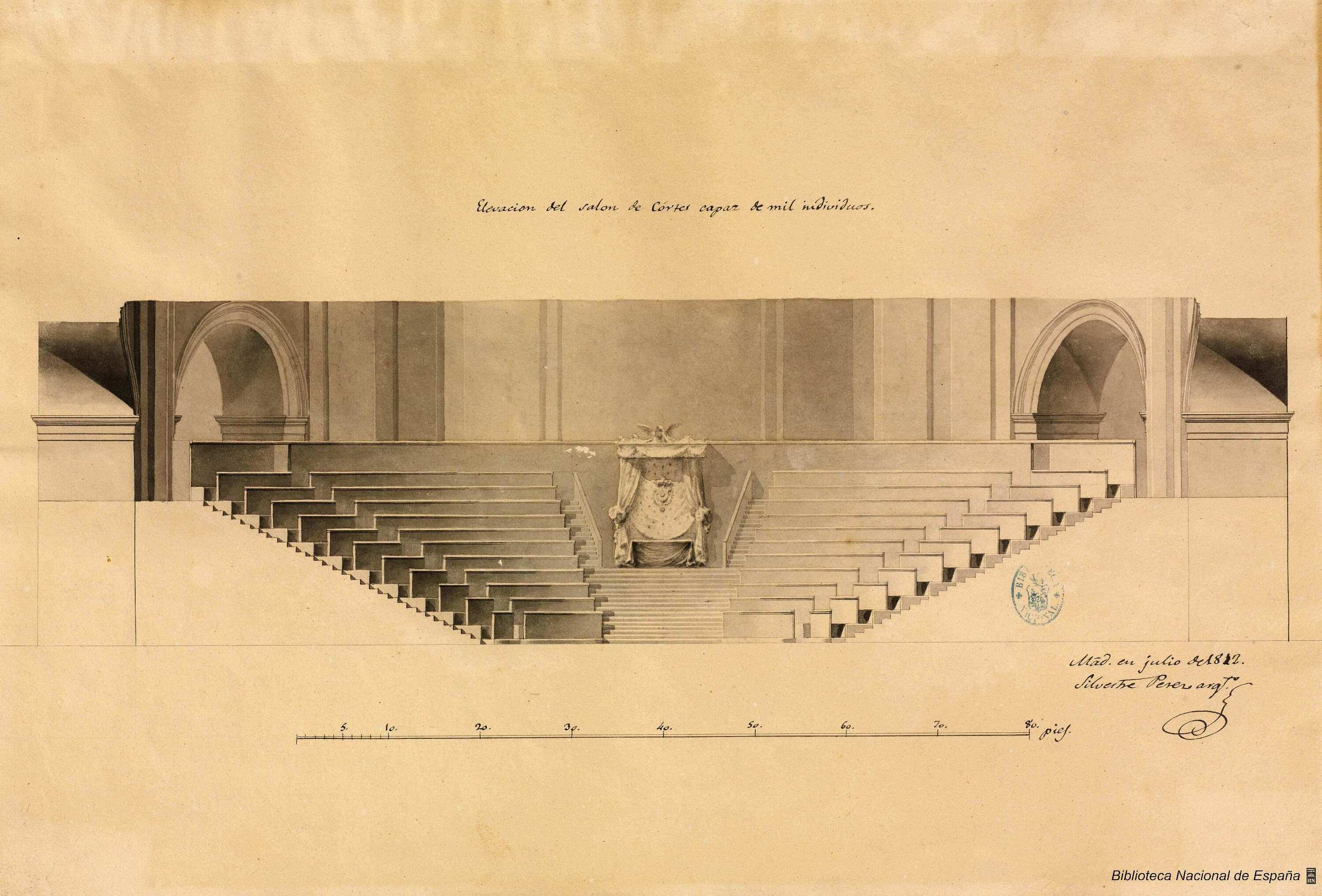
Proyecto de remodelación de la iglesia de San Francisco para Salón de Cortes en 1812.

En 1869 se retomó la idea del Panteón Nacional. Durante los cinco años siguientes, albergó los restos mortales de diferentes personalidades de la historia española, entre ellos los de Calderón de la Barca, Alonso de Ercilla, Garcilaso de la Vega, Francisco de Quevedo, Ventura Rodríguez, Juan de Villanueva y Gonzalo Fernández de Córdoba (el Gran Capitán). Fueron depositados en una capilla y devueltos en 1874 a sus respectivos lugares de origen.
En 1879, el templo fue objeto de una profunda reforma y restauración, impulsada por el político Antonio Cánovas del Castillo y financiada por el Ministerio del Estado. La rehabilitación fue aprovechada para decorar su interior, en un proceso que se extendió desde 1880 hasta 1889 y en el que intervinieron diferentes artistas españoles especializados en pinturas murales y artes decorativas, entre los que cabe destacar a Casto Plasencia, José Casado del Alisal y Salvador Martínez Cubells. La mayoría de sus estudios y bocetos se conservan en el Museo del Prado.

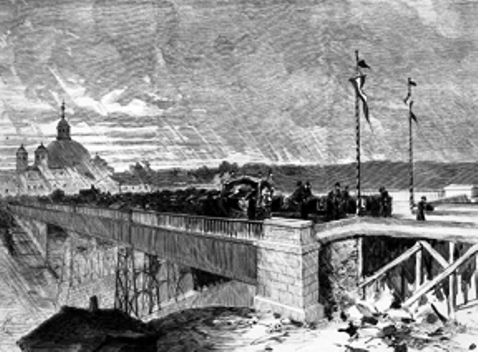
Traslado de los restos de Calderón de la Barca, desde San Francisco el Grande (en la imagen, a la izquierda) hasta el cementerio de San Nicolás, a su paso por el primitivo Viaducto de Segovia. El grabado corresponde a 1874, cuando el templo dejó de tener la función de Panteón Nacional y fueron devueltos los restos mortales allí depositados a sus lugares de origen.

Las obras fueron realizadas a expensas de los fondos de la Obra Pía de los Santos Lugares, dirigiéndolas, por parte del Ministerio de Estado, Jacobo Prendergast. En la reforma tomaron parte escultores tan renombrados como Jerónimo Suñol, Justo de Gandarias Planzón, Mariano Benlliure, Ricardo Bellver, Juan Samsó y Antonio Moltó; pintores de la fama de Carlos Luis de Ribera y Fieve, Alejandro Ferrant y Fischermans ayudado por su gran amigo José María López-Merlo Pascual, Casto Plasencia, Maximino Peña, Germán Hernández Amores,  Manuel Domínguez Sánchez, José Casado del Alisal, José Moreno Carbonero, Antonio Muñoz Degraín, Salvador Martínez Cubells, Francisco Jover y Casanova, Eugenio Oliva y Rodrigo, José Marcelo Contreras y Muñoz y Manuel Ramírez Ibáñez.
También ejecutaron obras de talla y ornamentación Francisco Molinelli, Pedro Nicoli y Varela.
En 1926, el rey Alfonso XIII devolvió el templo a los franciscanos. El 30 de junio de 1962 fue declarado basílica menor por el papa Juan XXIII y el 8 de noviembre del mismo año quedó bajo la advocación de Nuestra Señora de los Ángeles, tras una nueva consagración.
A lo largo del siglo XX se fueron sucediendo reformas y rehabilitaciones, permaneciendo cerrado durante décadas. Cabe señalar la iniciada en 1971, abordada por el arquitecto Luis Martínez-Feduchi, en la que se actuó sobre las cubiertas y la cúpula, con la impermeabilización del emplomado y la restauración de los frescos del domo. En su interior fue grabada la famosa escena final de Cielo Negro (1951), película de Manuel Mur Oti.
En noviembre de 2001, tras décadas en obras, la iglesia volvió a abrirse al público y en 2006 fueron desmontados los andamios instalados en el interior, con los que los restauradores procedieron a la recuperación de las pinturas murales.

## El edificio

### Estructura

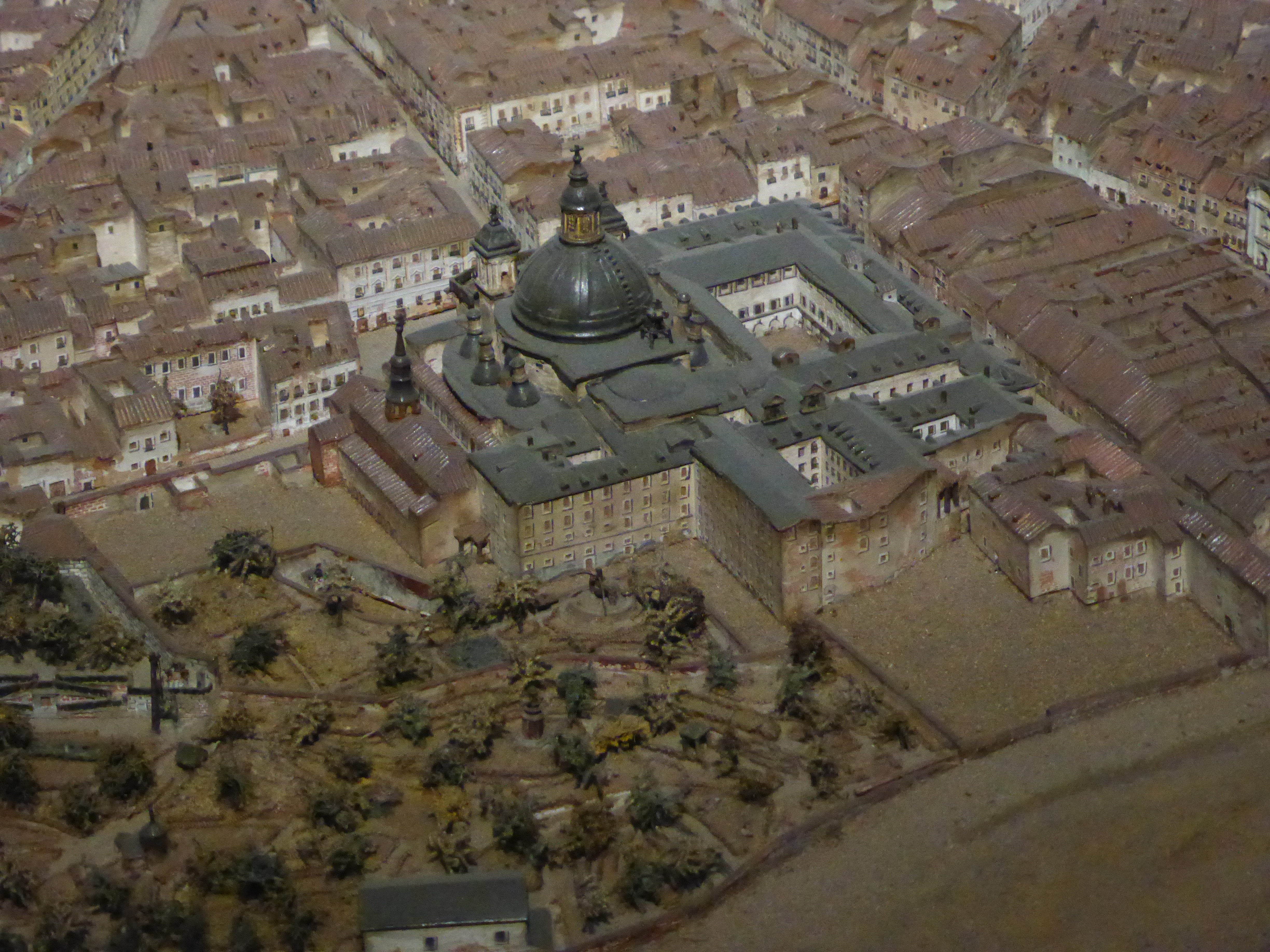
Representación de la iglesia y convento de San Francisco el Grande, en el año 1830. Maqueta o modelo topográfico de Madrid, del ingeniero León Gil de Palacio.

La basílica de San Francisco el Grande es de planta central y circular, con vestíbulo y ábside. La cubierta se resuelve mediante una gran cúpula, custodiada por seis pequeños domos, que rodean la base del edificio por el norte y por el sur.
Estos elementos encuentran correspondencia en el espacio interior del templo, conformado por una amplia rotonda y seis pequeñas capillas circundantes (tres a cada lado). La capilla mayor está instalada en el ábside y preside todo el conjunto.
Los materiales de construcción combinan sillares de granito, empleado principalmente en la fachada principal, y ladrillo enfoscado.

### Cúpula

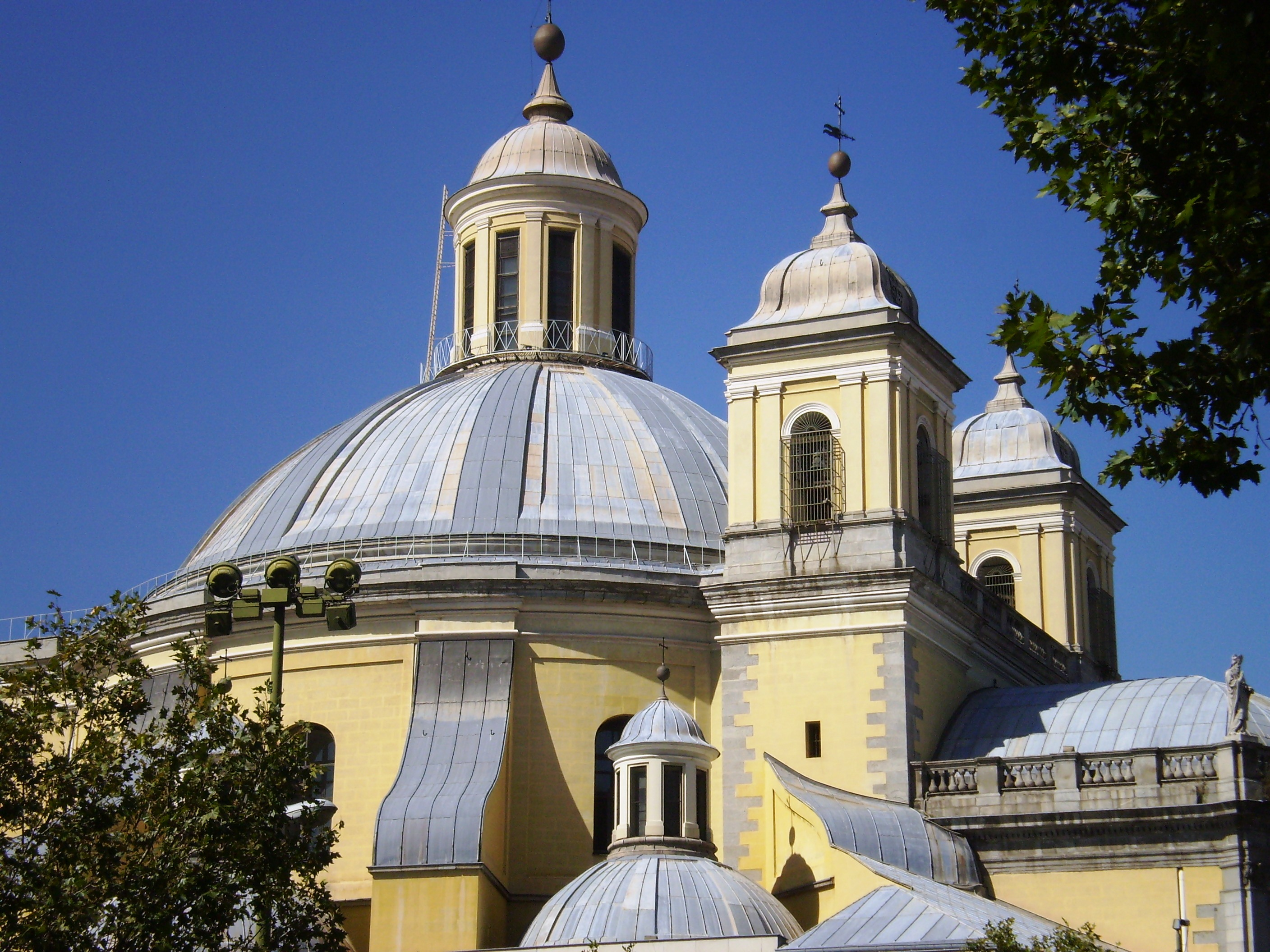
Cúpula desde el lado meridional.

La cúpula de San Francisco el Grande tiene 33 m de diámetro y 58 m de altura (72 m desde el suelo). En lo que respecta a las cúpulas de planta circular, es la tercera de mayor diámetro de la cristiandad, por detrás de la del Panteón de Agripa (43,4 m) y de la de San Pedro del Vaticano (42,5 m), ambas en Roma (Italia).
Si se consideran también otro tipo de cúpulas, es la cuarta de mayor tamaño, por detrás de la cúpula de Santa María del Fiore (45 m), en Florencia (Italia), de planta octogonal y facetada en ocho caras.
Supera en diámetro a las cúpulas de Santa Sofía (31,8 m), en Estambul (Turquía); de la Catedral de San Pablo (30,8 m), en Londres (Reino Unido); de Los Inválidos (24 m), en París (Francia); y a la Cúpula de la Roca (20 m), en Jerusalén (Palestina).
Los problemas técnicos surgidos durante la construcción obligaron a adoptar una solución de escasa elevación para la cúpula, en la línea del modelo empleado en el Panteón de Agripa. Está realizada en ladrillo macizo, fabricado a pie de obra, en una sola hoja. En su arranque, la hoja presenta un grosor de tres metros, que va descendiendo hasta la coronación, donde el espesor es inferior al metro.
El domo está coronado por una linterna circular, con chapitel y cruz de hierro forjado sobre la flecha.
En la realización de la decoración pictórica de la cúpula, tanto en lo que se refiere a las ocho molduras como a los gallones, participaron algunos de los más prestigiosos pintores de la época, como Casto Plasencia, Alejandro Ferrant y Fischermans, Salvador Martínez Cubells, Francisco Jover o Manuel Domínguez.
Alrededor de la rotonda, separando las diferentes capillas, se encuentran doce esculturas de los Apóstoles talladas en mármol blanco de Carrara entre 1885 y 1886, según modelos en barro realizados por artistas españoles. La nómina de escultores que llevaron a cabo este proyecto se compone de Mariano Benlliure (San Mateo), Elías Martín y Riesco (Santo Tomás y Santiago el Menor), Justo de Gandarias (San Judas Tadeo), Jerónimo Suñol (San Pablo), Antonio Moltó (San Felipe y San Simón), Agapito Vallmitjana (Santiago el Mayor y San Pedro), Juan Samsó (San Juan) y Ricardo Bellver (San Bartolomé y San Andrés). Estas esculturas se encuentran situadas sobre grandes pedestales y tienen aproximadamente 2,50 metros de altura.
La decoración se completa con los cuatro Evangelistas y las doce Sibilas, situados en el arranque de los gallones, todos obra de Alejandro Ferrant, enmarcando las vidrieras situadas en los vanos que rodean la parte inferior de la cúpula. Estas fueron realizadas por la casa Mayer de Múnich en 1882, a partir de un diseño de Amérigo y Laplaza, en el que se representan escenas de la vida de la Virgen. Destacan igualmente entre los elementos decorativos, los 16 candelabros monumentales situados en las paredes de la rotonda, realizados en latón por la Compañía metalúrgica de San Juan de Alcaraz en 1889 y las magníficas pilas de agua bendita, obra de Vancells.

### Fachada principal

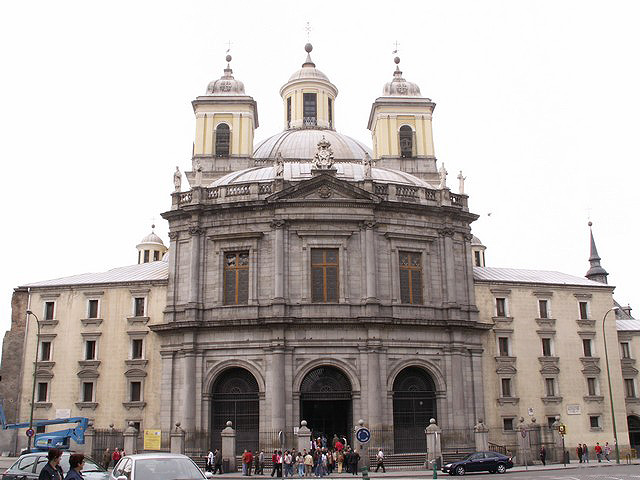
Fachada principal.

La fachada principal está orientada al este. Es obra de Francesco Sabatini, quien concibió un diseño netamente neoclásico, si bien matizado por su configuración convexa, necesaria para adaptarse a la planta circular de la estructura.
Presenta dos cuerpos. En el inferior se sitúan tres arcos de medio punto, sujetados mediante pilastras dóricas. El orden jónico domina  el segundo cuerpo, constituido por tres ventanales adintelados. El conjunto se remata, en su parte superior, con un frontón triangular, situado en el punto central, y una balaustrada, que recorre los lados.

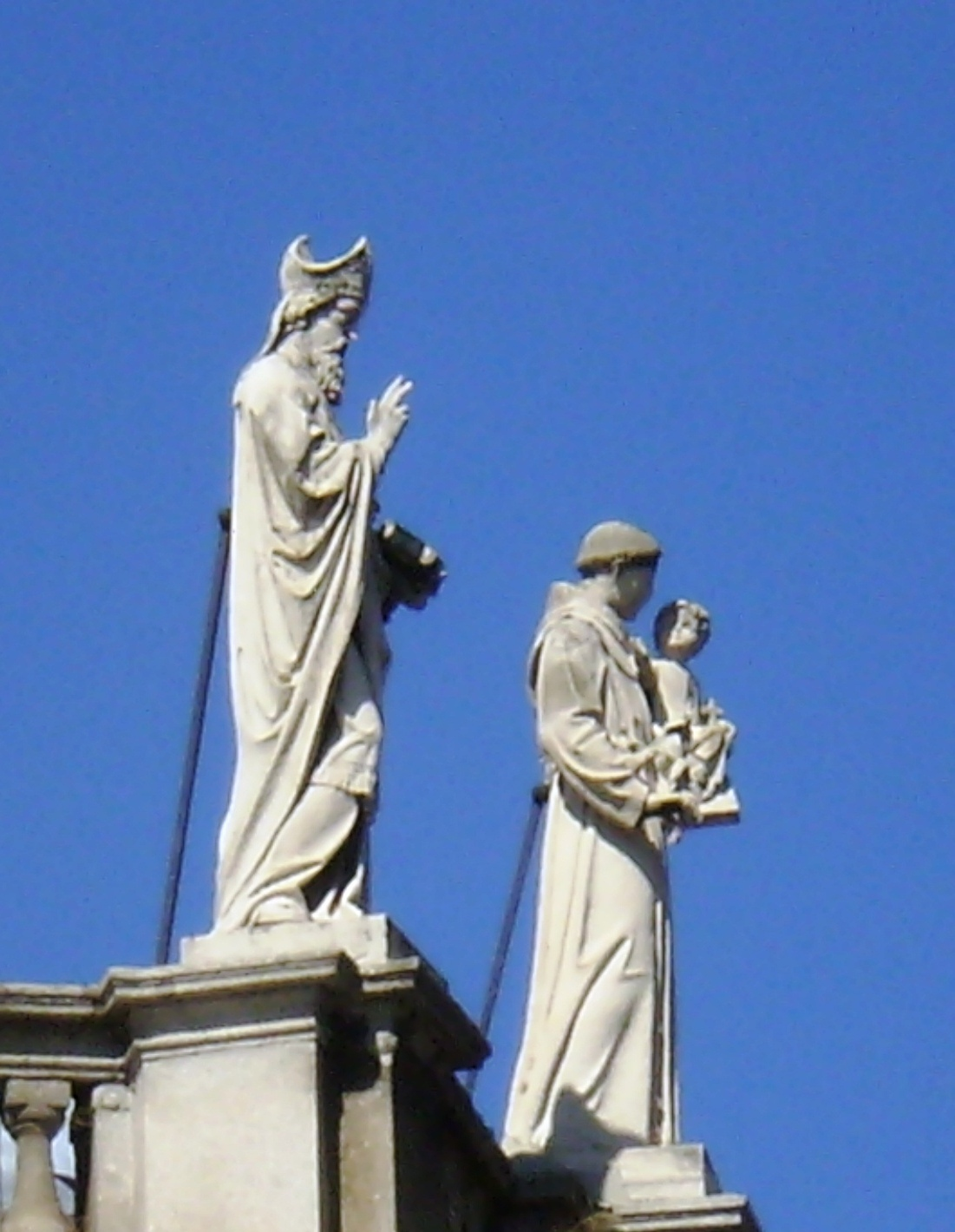
Estatuas en la balaustrada de la fachada principal.

El frontón está adornado con la cruz de Jerusalén en el tímpano y, por encima, aparece una acrotera con el escudo franciscano y una corona real. Sobre los pilares de la balaustrada se elevan cuatro estatuas de piedra, representativas de santos, que fueron esculpidas en Londres en 1883.
La fachada está presidida por dos torres, una en cada extremo, ligeramente retranqueadas. Están cubiertas con chapiteles ondulados, coronados con veletas. En sus vanos, se alojan 19 campanas, ocho de ellas en la torre sur y las once restantes en la torre norte (estas últimas forman parte del carillón de la iglesia). Los campanarios están enmarcados con pilastras pareadas.
La cúpula y su linterna asoman entre las dos torres, dominando el conjunto.

### Interior

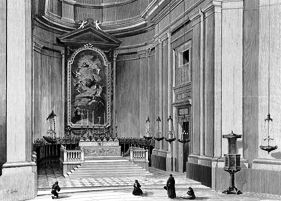
Interior del templo en un dibujo de 1860, antes de la decoración emprendida a partir de 1880.

#### Vestíbulo
Las piezas más notables del vestíbulo son las siete puertas que permiten la entrada al recinto, que fueron talladas en madera de nogal en el siglo XIX. Se deben a Agustín Mustieles, perteneciente a la Casa de Juan Guas, quien utilizó modelos de Antonio Varela, de inspiración gótico-renacentista, sobre diferentes escenas bíblicas.
Entre los relieves más destacados, cabe citar los que figuran en las tres puertas centrales, con una representación de Cristo crucificado con la Fe y la Esperanza a sus pies y, a ambos lados, los dos ladrones del Calvario.

#### Rotonda
La rotonda interior está pavimentada en mármoles, así como sus zócalos. De decoración suntuosa, sus principales valores artísticos se concentran en las pinturas murales de la cúpula, resultado de las obras de reforma y remodelación impulsadas, en el último tercio del siglo XIX, por Antonio Cánovas del Castillo.
Éstas tienen como tema central a Nuestra Señora de los Ángeles y muestran diferentes escenas de reyes y santos rindiendo pleitesía a la Virgen. Se deben a una idea de Carlos Luis de Ribera y Fieve, como director del proyecto de decoración y ejecutada por los más prestigiosos pintores de la época —Casto Plasencia, Alejandro Ferrant y Fischermans, Salvador Martínez Cubells, Francisco Jover y Manuel Domínguez—.
Fueron realizadas sobre paneles de yeso, instalados sobre la superficie interior del domo, y están dispuestas en ocho grandes secciones, separadas entre sí por ocho molduras, que parten del arranque de la cúpula y se cruzan en la linterna.
El contorno de la rotonda está adornado con doce esculturas de los Apóstoles, labradas en mármol blanco de Carrara, a partir de modelos españoles. Descansan sobre grandes pedestales y miden más de dos metros y medio cada una, aproximándose, en algunos casos, a los tres metros. Fueron esculpidas por Agapito Vallmitjana, Jerónimo Suñol (San Pedro y San Pablo) y Ricardo Bellver (San Andrés y San Bartolomé), entre otros artistas.
La decoración del conjunto se completa con una serie de vidrieras policromadas, situadas en los vanos que rodean la parte inferior de la cúpula; fueron construidas en 1882 en Múnich, a partir de un diseño de Amérigo y Laplaza. Y por los 16 candelabros monumentales realizados en latón por la Compañía metalúrgica de San Juan de Alcaraz, en 1889, y dispuestos en las paredes de la rotonda.

#### Capilla mayor

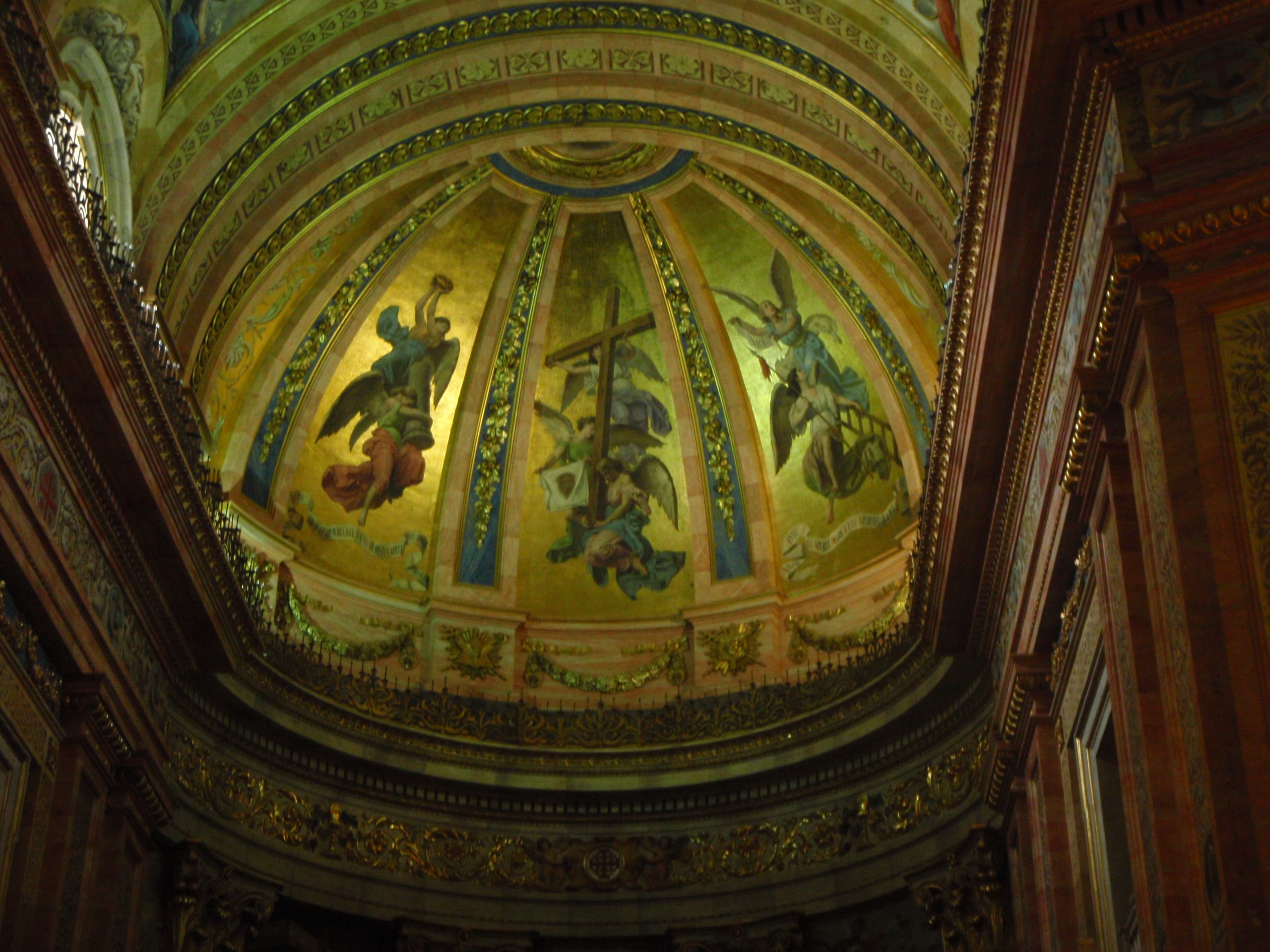
Pinturas de la bóveda de la capilla mayor.

La capilla mayor está instalada en el ábside. Hasta la reforma de finales del siglo XIX, se encontraba presidida por un lienzo de Francisco Bayeu, en el que se representa la aparición de Jesucristo y la Virgen María a San Francisco de Asís. El cuadro está situado actualmente en el coro.
El aspecto austero de entonces fue transformado con la citada remodelación, en la que fueron instalados numerosos elementos ornamentales, a partir de materiales como el mármol, las maderas nobles, el bronce o eloro.

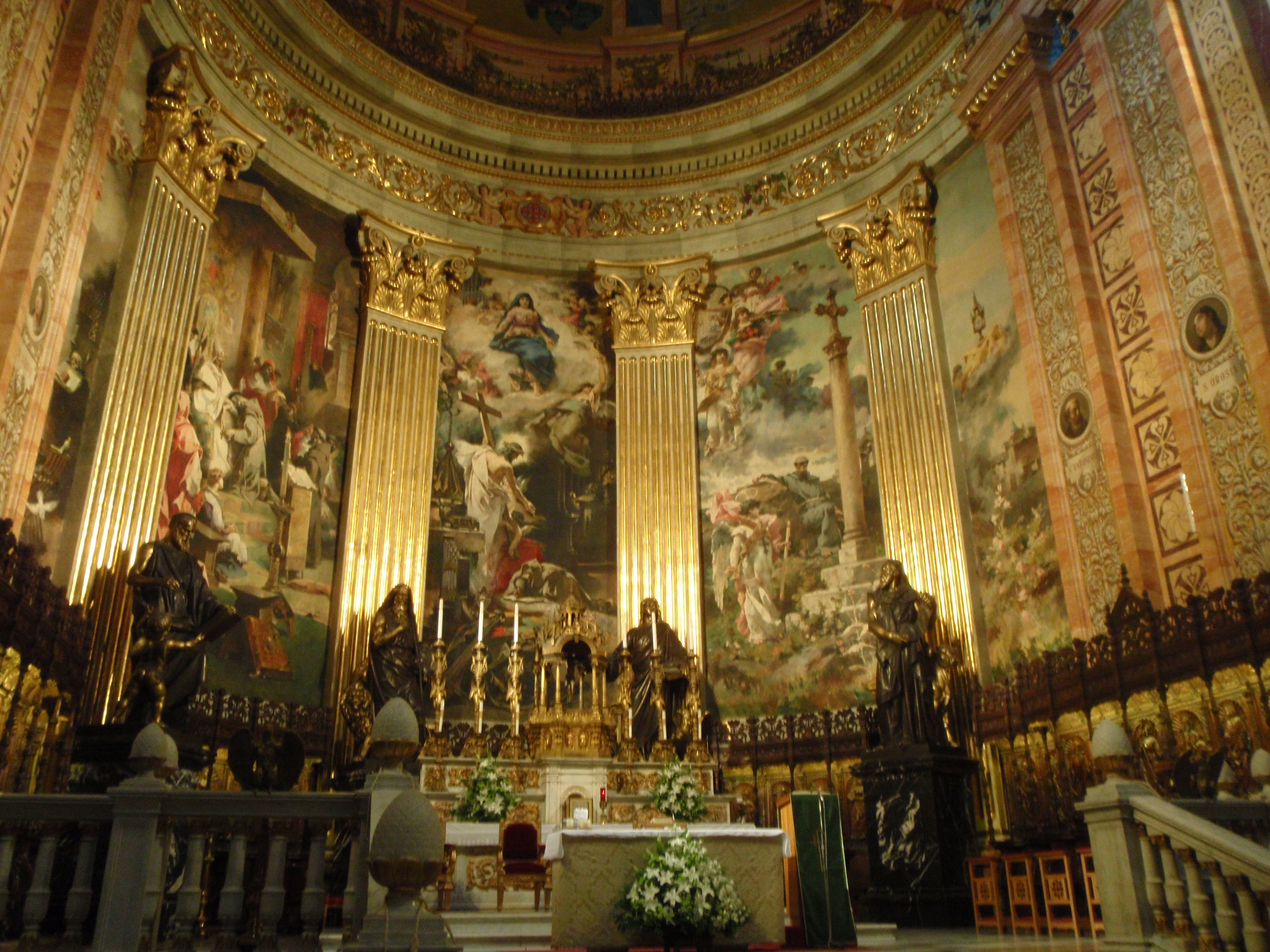
Interior del templo, presidido por la capilla mayor.

La cabecera está presidida por cinco pinturas murales, enmarcadas en cuatro grandes pilastras, con ribetes dorados. Son obra de Manuel Domínguez y Alejandro Ferrant y se centran en diferentes episodios de la vida de Francisco de Asís. La media bóveda que sirve de cubierta al recinto fue decorada con pinturas de José Marcelo Contreras, sobre fondos dorados.

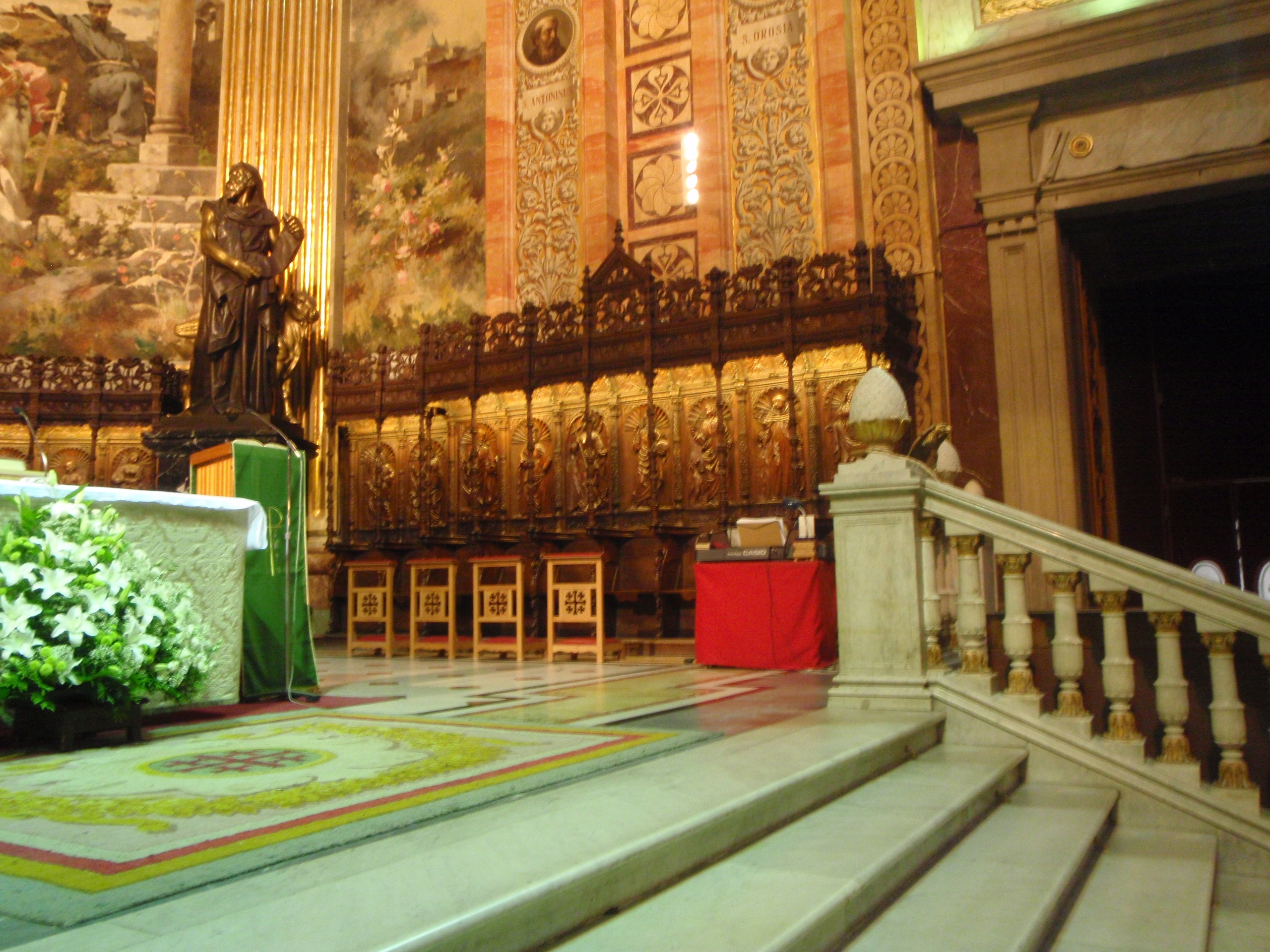
Capilla mayor. En el centro, puede observarse la sillería renacentista del monasterio de Santa María del Parral, de Segovia. A la izquierda, una de las estatuas de los Evangelistas.

Junto a la base de las referidas pilastras, hay situadas cuatro estatuas de los Evangelistas, que se elevan sobre pedestales de mármol negro. Fueron talladas en madera bronceada, por Francisco Molinelli y Antonio Moltó. A su alrededor se extiende una sillería renacentista, traída desde el monasterio jerónimo de Santa María del Parral, en Segovia, y adaptada al lugar por Ángel Guirao, en 1885.
El presbiterio está flanqueado, a ambos lados, por dos grandes púlpitos, realizados, en mármol de Carrara, por Nicoli. Este artífice realizó también la balaustrada de mármol de dicha capilla.

#### Capillas laterales
Las seis capillas secundarias se distribuyen simétricamente, tres en el lado septentrional de la rotonda y tres en el meridional. Están separadas del gran espacio circular mediante pilares, sobre los que se sostienen diferentes arcos de medio punto, que permiten el acceso.
Cada capilla lateral está cubierta por una pequeña cúpula, con su correspondiente linterna, que replican, a menor escala, el modelo del gran domo que se alza sobre la rotonda. Se cierran con verjas de hierro, realizadas en 1884 por Juan González.
Su decoración responde al eclecticismo histórico vigente a finales del siglo XIX, cuando fue reformado el interior de la basílica. Responde a un proyecto de José Marcelo Contreras, que prescindió de cuatro de las obras pictóricas que, hasta entonces, ornamentaban las capillas, concretamente, las firmadas por Gregorio Ferro, Antonio González Velázquez, José del Castillo y Andrés de la Calleja.
Sólo mantuvo los lienzos de la capilla de San Antonio, donde se muestra una Inmaculada Concepción de Mariano Salvador Maella (1784), y de la capilla de San Bernardino, con el cuadro La predicación de San Bernardino de Siena ante Alfonso V de Aragón, de Francisco de Goya, fechado igualmente en 1784. El artista aragonés representa al santo predicando ante una multitud, donde figura un joven, que tradicionalmente se ha considerado como un autorretrato del pintor.
Las cuatro capillas restantes fueron decoradas con pinturas encargadas a prestigiosos artistas de la época, como Casto Plasencia, con una capilla obra en conmemoración de la virgen del Olvido y alusiva a la Orden de Carlos III, y José Casado del Alisal, con una representación de Santiago Apóstol en la batalla de Clavijo.

#### Coro
El coro está instalado en la parte superior del vestíbulo. Estuvo ornamentado con la sillería gótica de la Cartuja de Santa María de El Paular, tallada en madera de nogal y atribuida a Bartolomé Fernández. Los sitiales permanecieron en San Francisco el Grande desde 1836 hasta 2003, año en el que fueron devueltos a su lugar de origen.
Una de las piezas más significativas del recinto es su órgano tubular, realizado en 1884 por la Casa de Aristíde Cavaillé-Coll, de París, y restaurado en 2001. También destacan sus esculturas y relieves, entre los que cabe citar el titulado Entierro de Santa Inés, de Ricardo Bellver, labrado en la escalera de acceso.
En la línea de las restantes dependencias, la bóveda está decorada con pinturas murales. Tienen como tema central la muerte de san Francisco de Asís y fueron ejecutadas en 1882 por Carlos Luis de Ribera y Fieve y Casto Plasencia y Maestro. En el coro se encuentra también el lienzo Porciúncula, de Francisco Bayeu, inicialmente situado en la capilla mayor, tal y como se ha señalado anteriormente.

#### Museo
Las instalaciones de San Francisco el Grande albergan un museo conformado por 51 cuadros (con numerosos depósitos del Museo del Prado), entre otras piezas artísticas. Las obras pictóricas de mayor valor corresponden al barroco español e italiano, con obras de Francisco Ribalta (San Jerónimo), Francisco de Zurbarán (San Buenaventura recibiendo la visita de Santo Tomás de Aquino), Vicente Carducho (Papa arrodillado y escenas al fondo), Alonso Cano (San Antonio de Padua), Artemisia Gentileschi (Jesús y la samaritana) y Luis Tristán (El descendimiento). Se exhiben, además, cuatro lienzos del pintor belga Gaspar de Crayer.
En el templo se conservaba el Cristo crucificado de Goya, obra con la que el artista consiguió ser admitido en la Real Academia de Bellas Artes de San Fernando. En el primer tercio del siglo XIX, el cuadro fue instalado en el desaparecido Museo de la Trinidad, absorbido en 1872 por el Museo del Prado.

#### Otras dependencias
Otras dependencias son la antesacristía y la sacristía. La primera estuvo amueblada con algunos elementos de la sillería de la Cartuja de Santa María de El Paular, hasta su traslado a este monasterio en el año 2003. En la segunda sala, la decoración corresponde al último tercio del siglo XIX. Ambas cuentan con hermosas sillerías labradas y su decoración pictórica corrió a cargo de Marcelo Contreras.
Mencionaremos, por último, la Sala Capitular, de cuya decoración del techo se encargó también Marcelo Contreras y que alberga obras de Zurbarán (Relación de las órdenes mendicantes) y Alonso Cano.

## Entorno

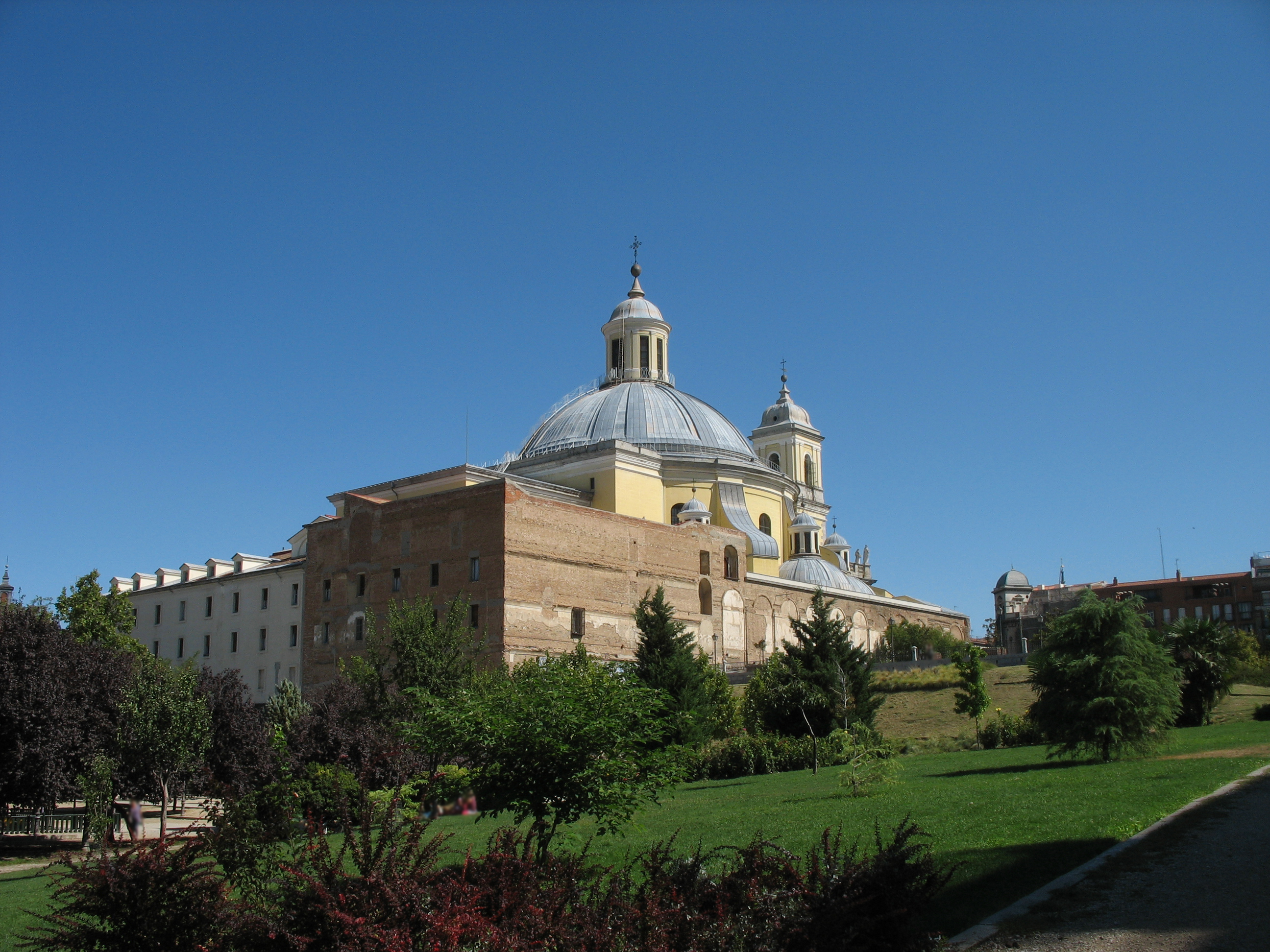
La basílica desde el Parque de la Cornisa.

San Francisco el Grande forma parte de un complejo conventual, donde, además del templo, destacan otras construcciones de interés histórico-artístico. Una de las más relevantes es la capilla del Cristo de los Dolores para la Venerable Orden Tercera de San Francisco, situada en una edificación contigua, junto a la fachada septentrional de la basílica. Fue levantada entre 1662 y 1668, a partir de un diseño del arquitecto Francisco Bautista, quien contó con la colaboración del pintor y escultor Sebastián de Herrera. Las obras fueron ejecutadas por el alarife Marcos López. En 1969 fue declarada Monumento Nacional y en 2001 fue catalogada como Bien de Interés Cultural por la Comunidad de Madrid. El edificio consta de una nave longitudinal, que se extiende en su extremo a través de un presbiterio, donde está instalado el altar mayor. La cubierta se resuelve mediante bóveda de cañón y una cúpula sobre pechinas.

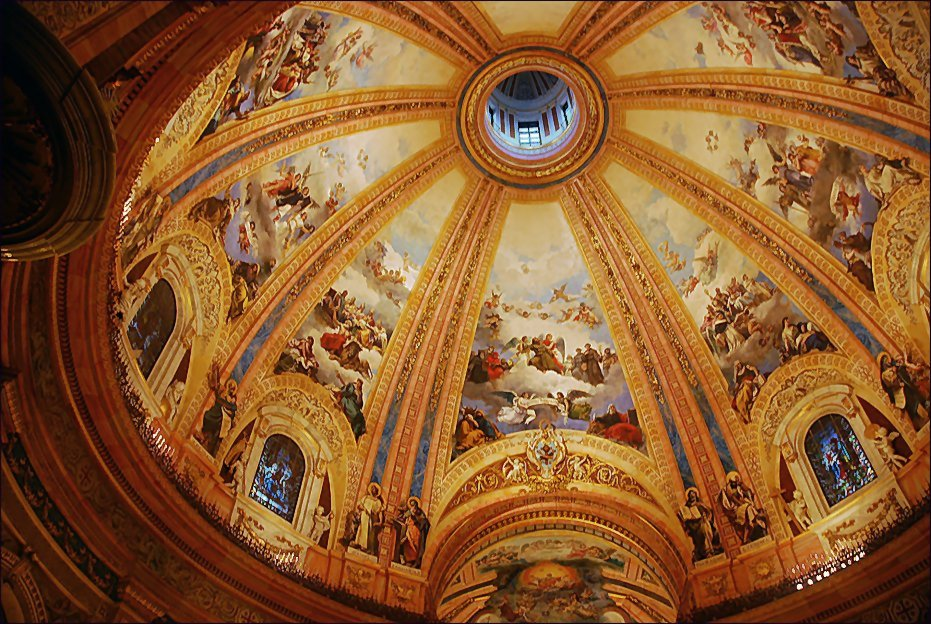
Interior de la cúpula, decorada con pinturas murales alusivas a Nuestra Señora de los Ángeles, facetadas en ocho grandes secciones.

En el interior sobresale su decoración barroca, con especial mención al baldaquino donde se guarda la talla del Cristo de los Dolores, diseñado por Herrera y realizado en 1664 por el carpintero Juan Ursularre Echevarría. Los materiales empleados fueron maderas, jaspes y mármoles.
En el año 2007, fue inaugurada la Dalieda de San Francisco, que se extiende al sur de la basílica, donde, en la Edad Media, estuvo emplazado el claustro del primitivo convento sobre el que se levanta el templo. Tiene una superficie de 4.384 m² y está integrado por diferentes parterres con plantaciones de dalias. Se encuentra presidido por el grupo escultórico de San Isidro, obra de Santiago Costa, que estuvo anteriormente instalado en la Fuente de Juan de Villanueva (1952).
Al oeste del edificio, se extiende hacia La Almudena el anexo parque de La Cornisa, así llamado por su emplazamiento al borde de la hondonada que forma el valle del río Manzanares. Y a pocos metros, la sede de la Universidad Eclesiástica San Dámaso.

## Galería

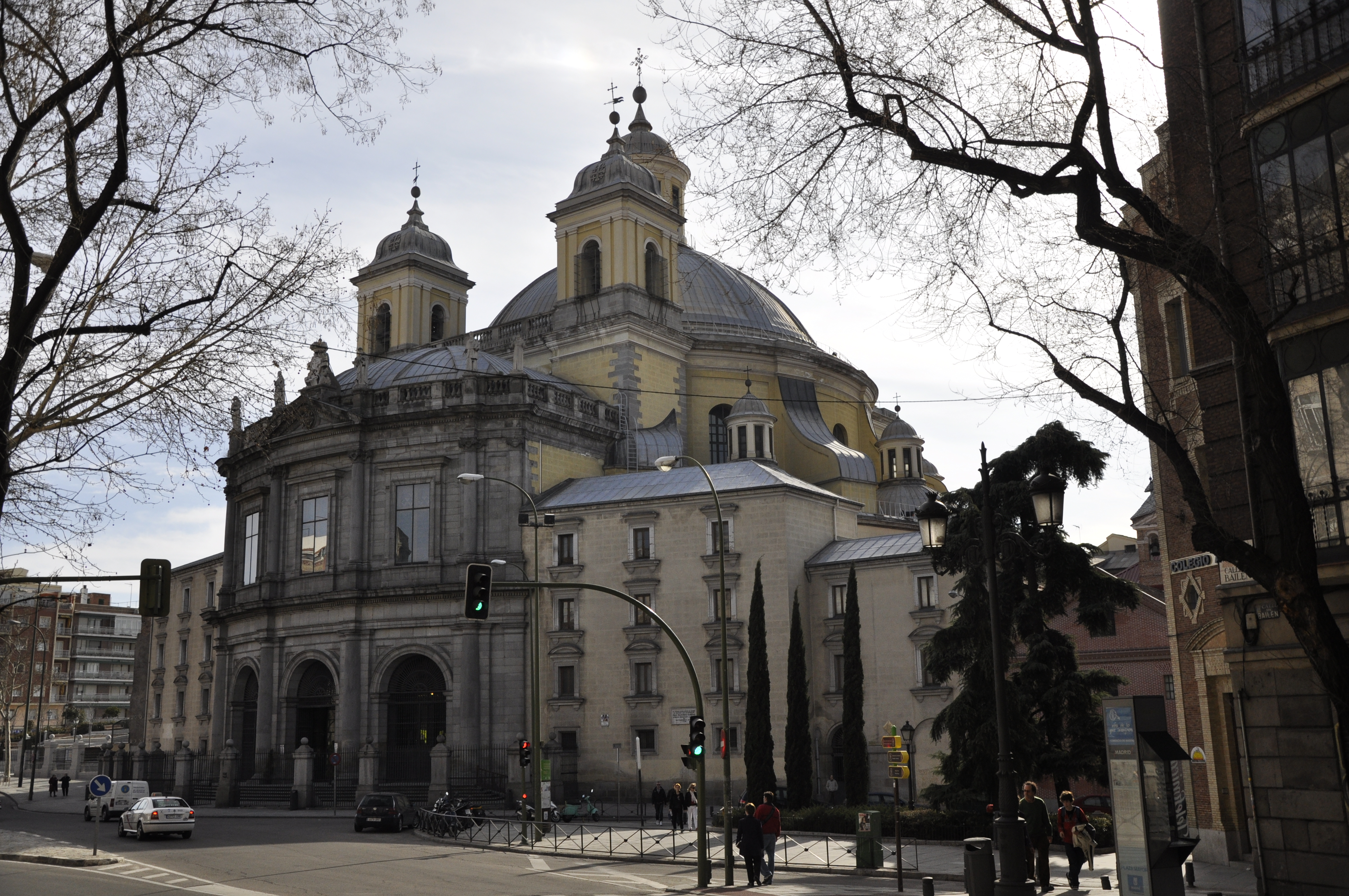
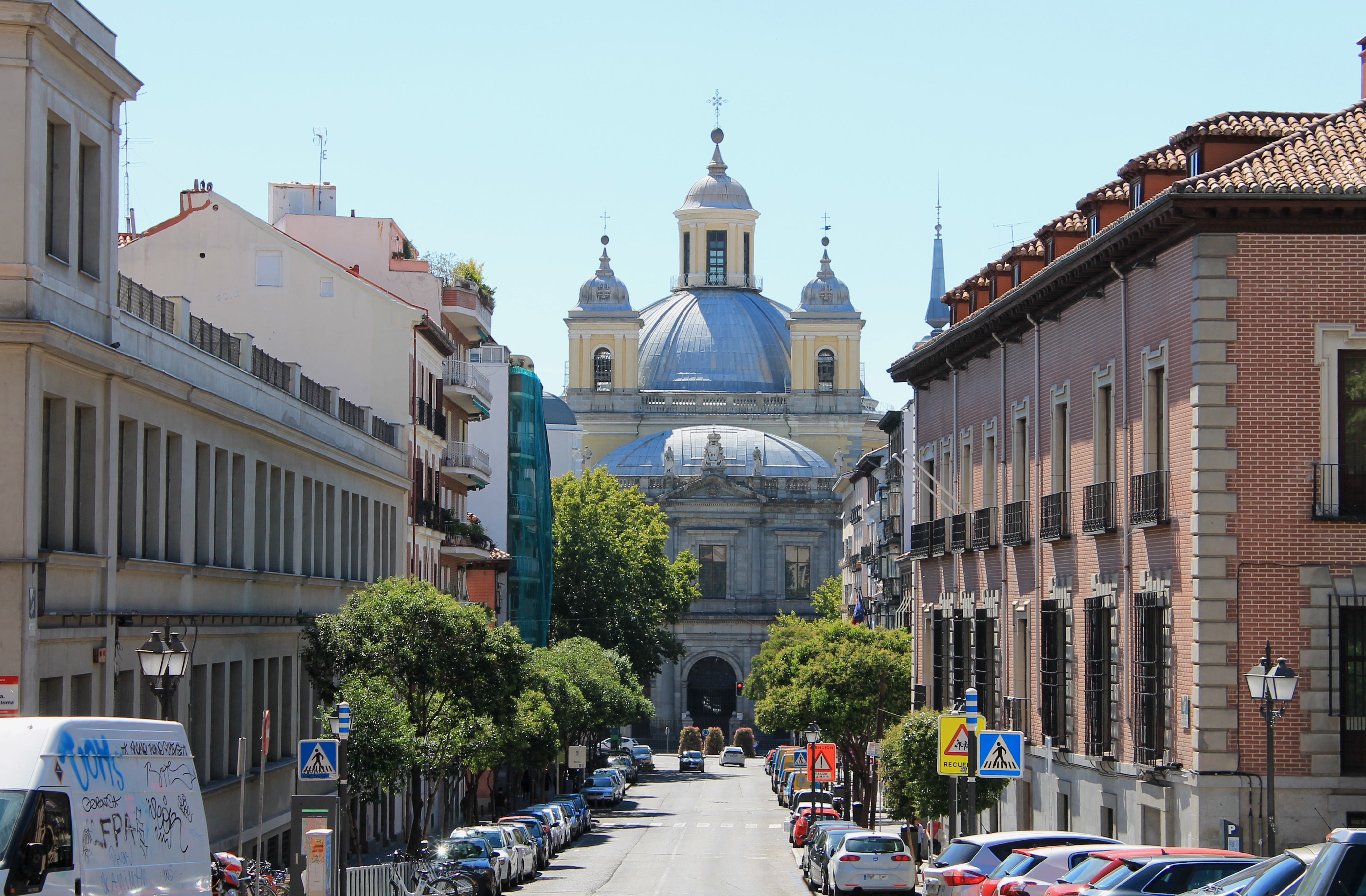
Carrera de San Francisco
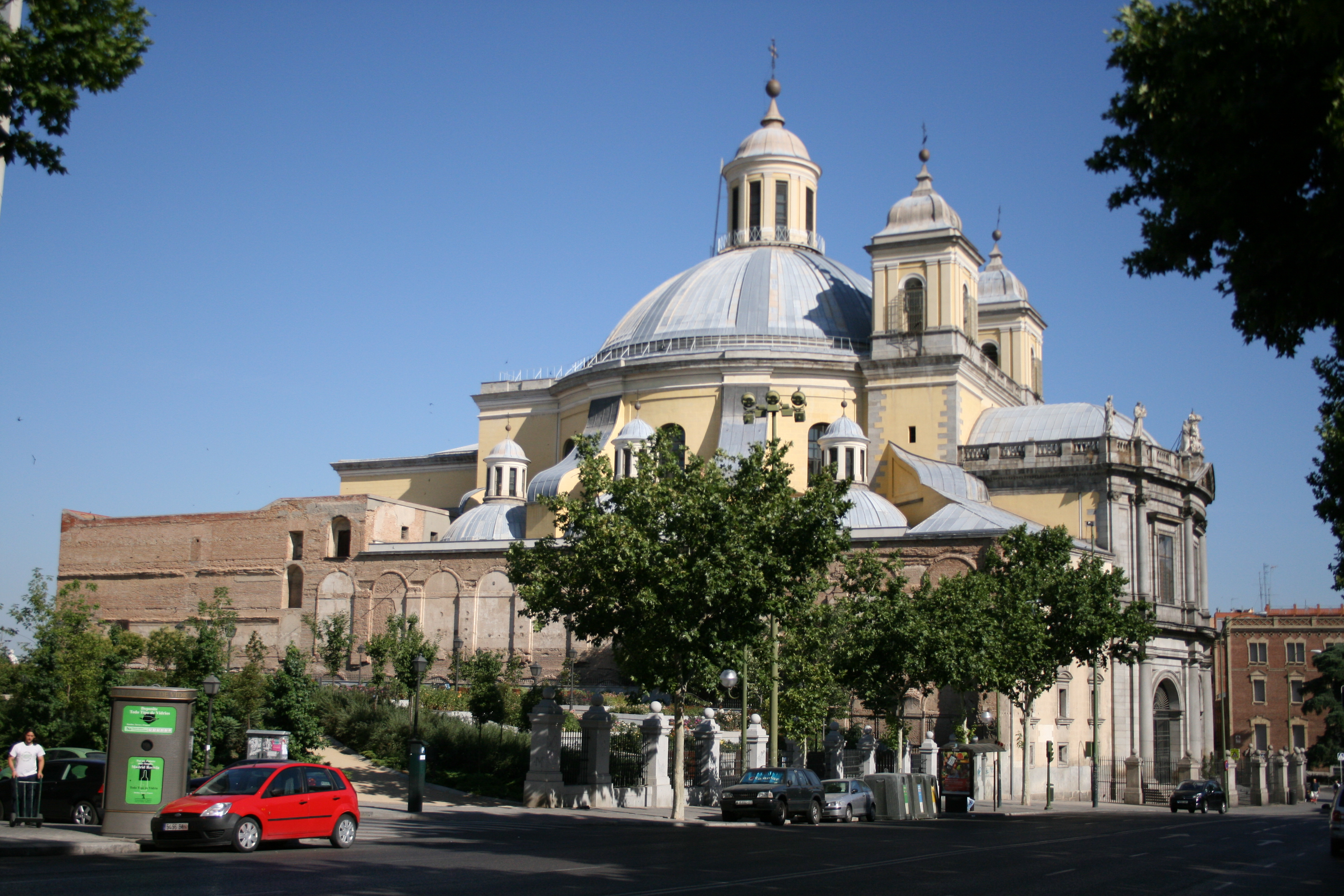
Vista lateral
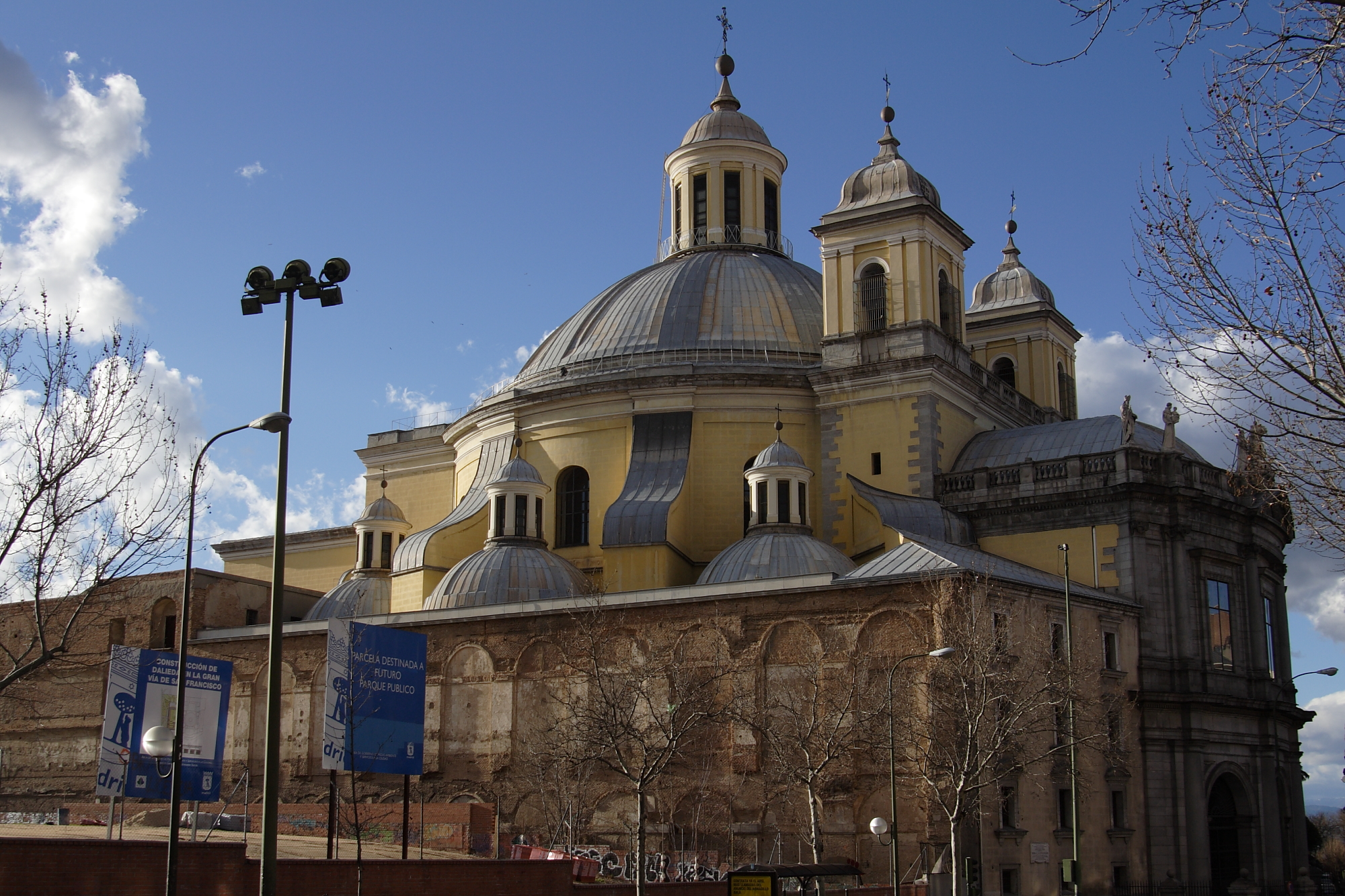
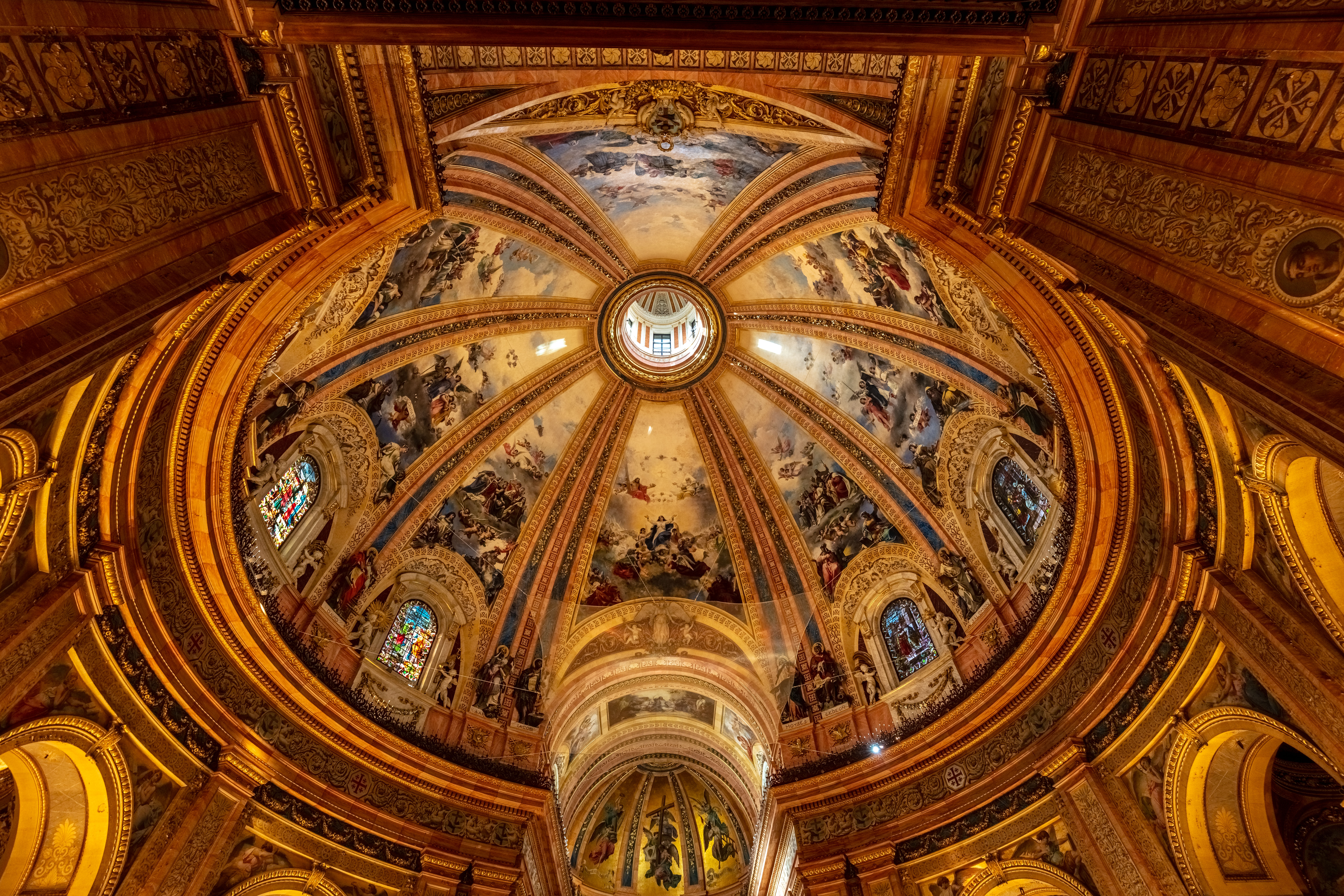
Cúpula de 33 metros de diámetro.
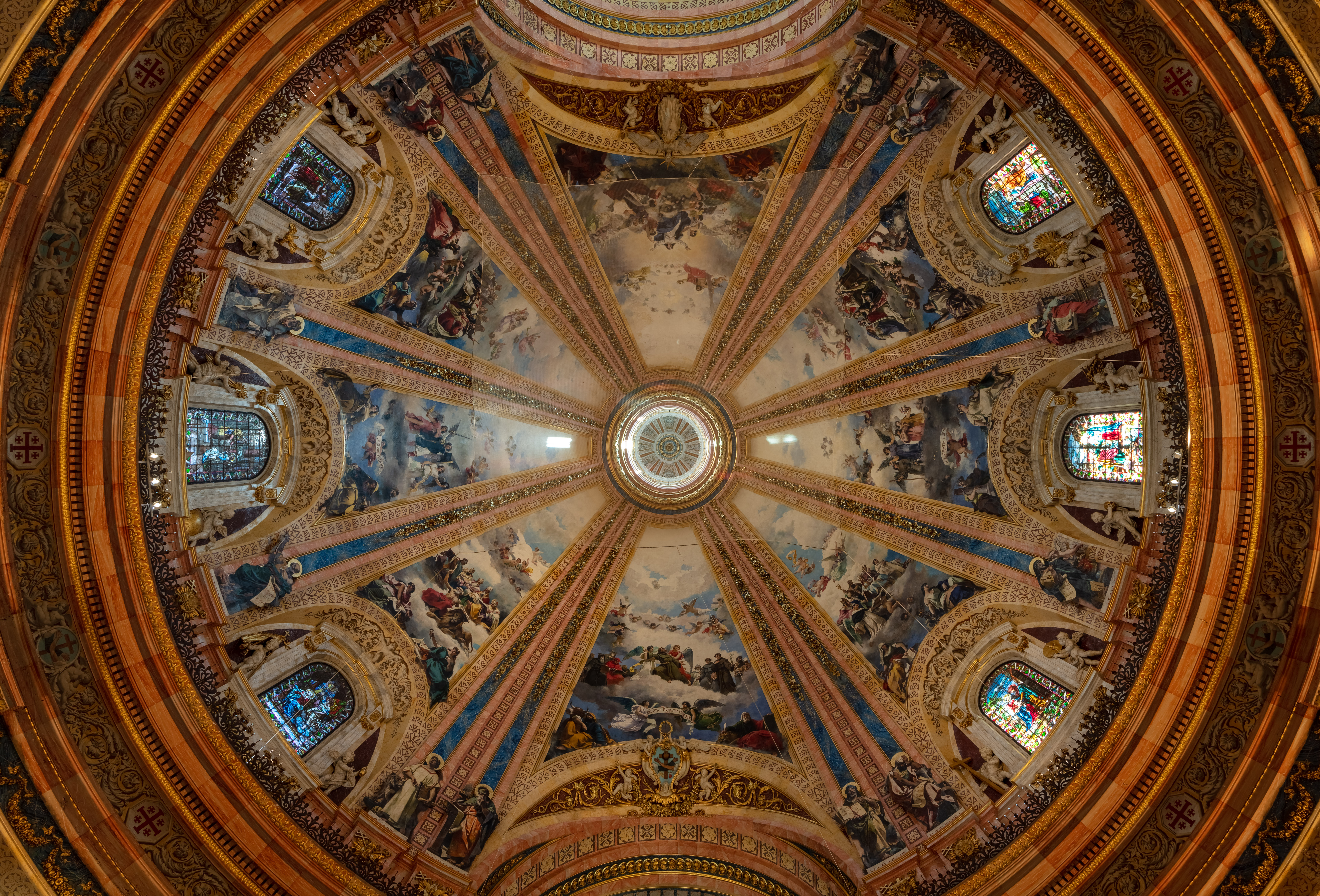
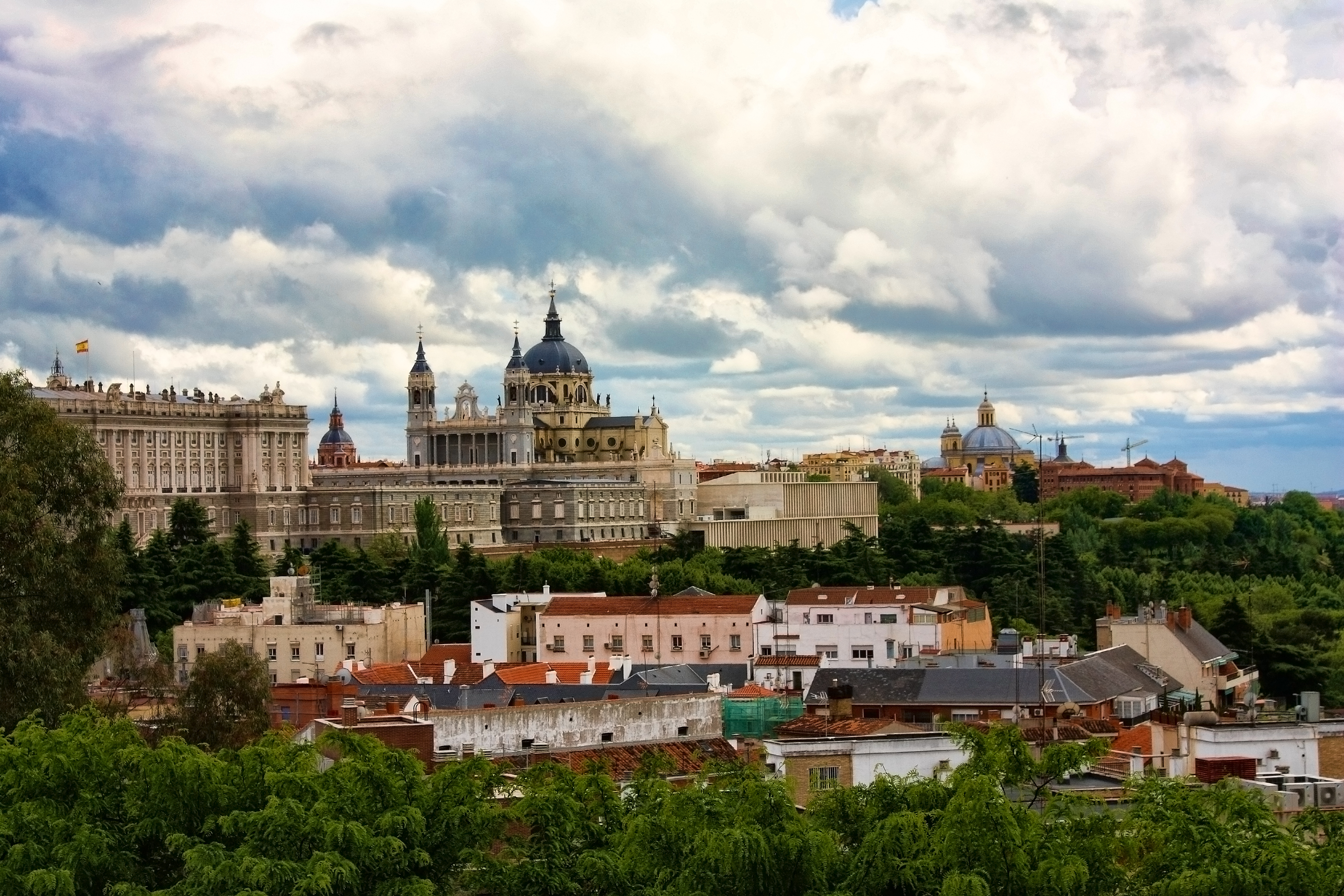
Basílica a la derecha de la imagen.
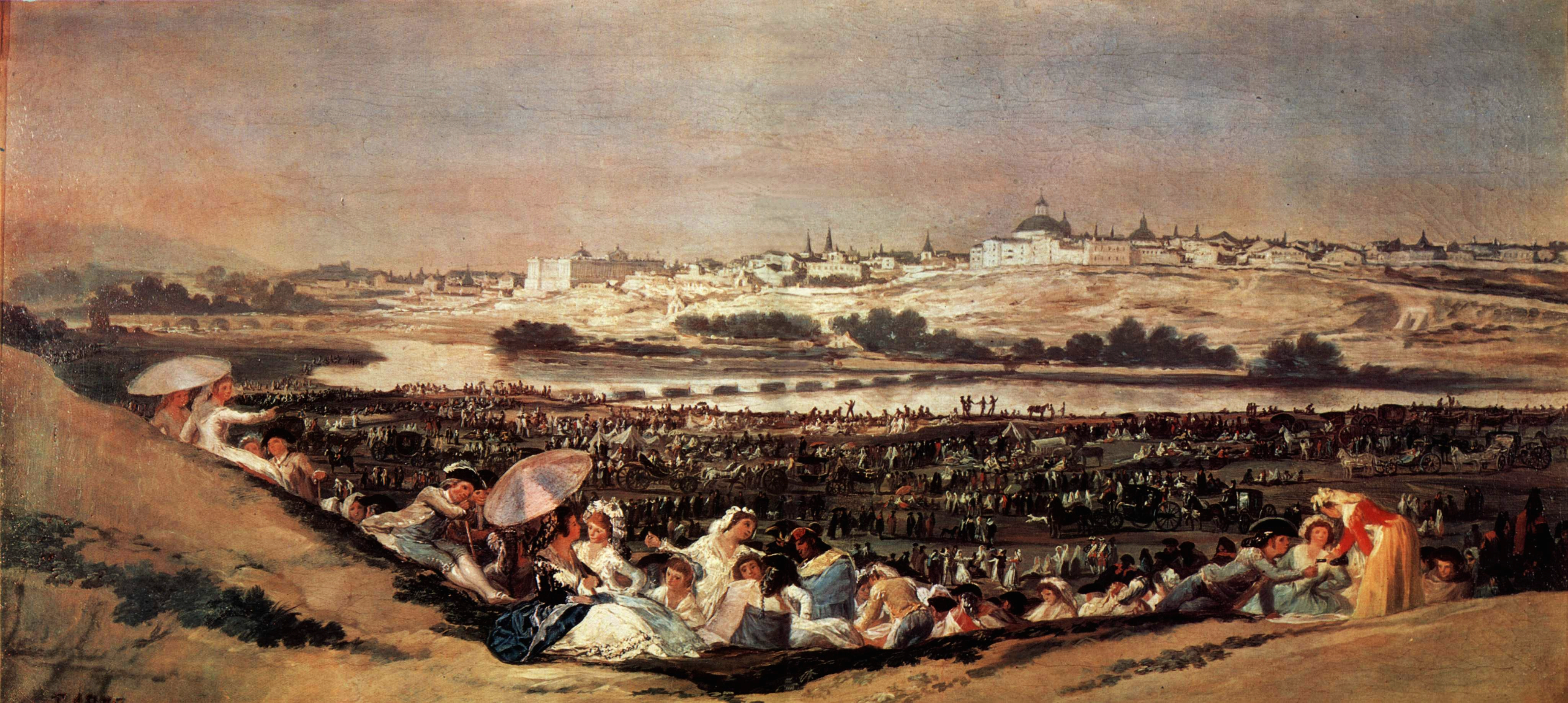
Cuadro de "La pradera de San Isidro" de Francisco de Goya en 1788, con la basílica al fondo.